# 25
Năm 25 là một năm trong lịch Julius. 

## Mất
- Hán Canh Thủy Đế - hoàng đế nhà Hán giai đoạn giữa thời Tây Hán và Đông Hán trong lịch sử Trung Quốc.
- Nhũ Tử Anh - hoàng đế cuối cùng của nhà Tây Hán trong lịch sử Trung Quốc.